# Mosche Dothan

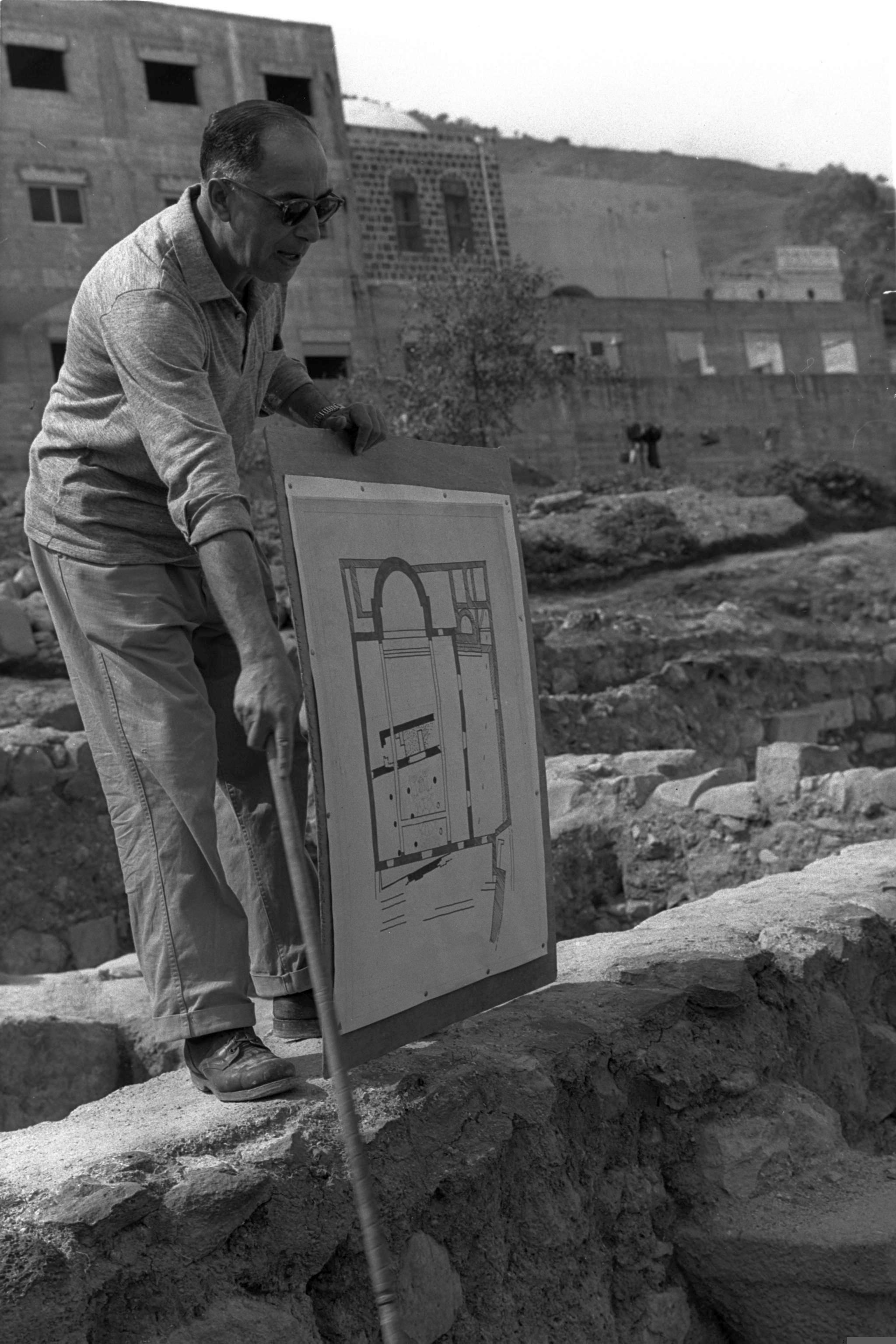
Mosche Dotan im Februar 1962 bei Ausgrabungen der Synagoge von Chammat Tiberias.

Mosche Dothan (* 1919 in Polen; † 9. September 1999) war ein polnisch-israelischer Biblischer Archäologe.
Dothan wurde 1919 in Polen geboren und kam 1938 während der Alija Bet in das palästinensische Mandatsgebiet. Nach der Ankunft begann er mit dem Studium. Durch die politischen Ereignisse der Zeit gelang es Dothan jedoch erst seit 1948, sich ganz seiner akademischen Laufbahn zu widmen. Während dieser Zeit lernte er Trude Krakauer kennen, die er 1950 heiratete. Im selben Jahr nahm er auch seine Arbeit am Department für Altertümer auf. Mitte der 1950er Jahre kamen die beiden Söhne des Paares zur Welt und Mosche wurde Direktor der Abteilung für Surveys und Ausgrabungen der Antikenabteilung. Für eine Arbeit zur Entwicklung vom Chalkolithikum zur Bronzezeit wurde er promoviert. 1972 wurde er zum Assistenzprofessor an die Universität Haifa berufen. Ein Jahr später wurde er von Elischa Linder und Yehuda Karmon damit beauftragt, ein interdisziplinäres Institut, das Department of the History of Maritime Civilizations zu begründen. Er leitete des Institut von 1976 bis 1979. 1983 begründete er das Department of Archaeology und leitete es in den ersten Jahren. 
Dothan war Fachmann für maritime Archäologie, die Archäologie Nordisraels und vor allem der Archäologie der Philister. Er nahm an Ausgrabungen in Aschdod teil und leitete Ausgrabungen in Akkon. Auch nach seinem Ausscheiden aus dem Universitätsdienst forschte er weiter und arbeitete seine Forschungsergebnisse auf.

## Schriften
- mit Trude Dothan: Die Philister. Zivilisation und Kultur eines Seevolkes. Diederichs, München 1995, ISBN 3-424-01233-5.